# Bandera de El Hierro
La bandera de la isla de El Hierro (Islas Canarias, España) se presenta dividida horizontalmente en dos mitades, la superior verde y la inferior azul. Al asta, un triángulo blanco. En el centro se encuentra el escudo insular. La bandera fue adoptada oficialmente como enseña de la isla el 18 de mayo de 1987.
El triángulo blanco representa esquemáticamente la forma de la isla. El color blanco puede tener amplios significados, desde la bruma y las nubes, hasta la espuma del mar, así como la bandera que corona cada cuatro años la Bajada de la Virgen de los Reyes. El verde representa la vegetación de la isla y el azul representa el mar.
La bandera actual parte de un símbolo en forma de bandera que fue usado en la Bajada de la Virgen de los Reyes (patrona de la isla), en el año 1953.

## Escudo
En el escudo aparece el Garoé, a la derecha, un castillo y a la izquierda, un león, representando a la Corona de Castilla. Al timbre, corona condal.

## Variantes de la bandera

Bandera de El Hierro sin el escudo
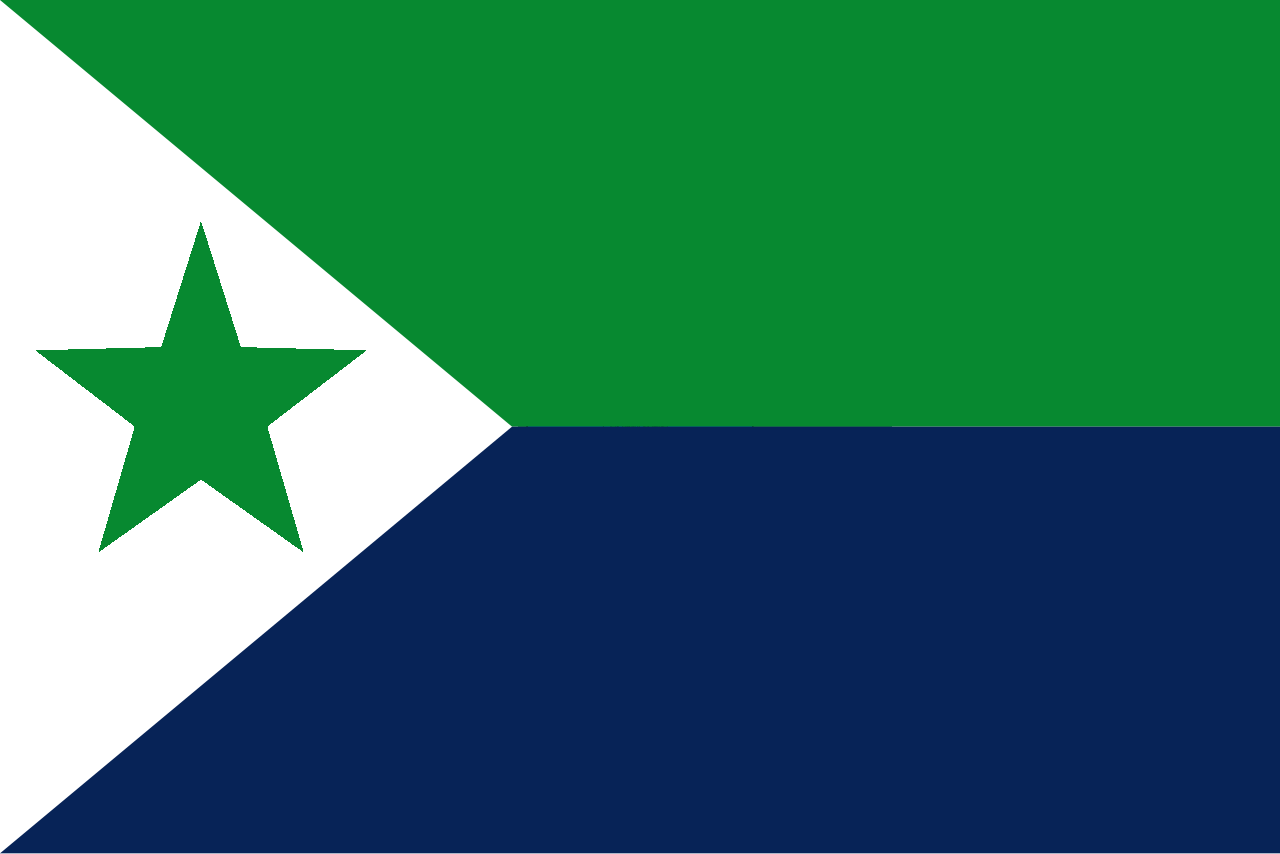
Bandera propuesta para El Hierro en "La bandera nacional canaria, normas, protocolo y uso"